# Поліський район
Полі́ський райо́н — ліквідований район України на північному заході Київської області. Центр — смт Красятичі (з 1996 року, 1993–1996 — с. Радинка; до того центр — смт Поліське). Північна частина району знаходилась у Чорнобильській зоні відчуження. Населення становило 5881 особу (на 1 жовтня 2013). Площа району 1288 км². Утворено 5 жовтня 1923 року.
З 1923 до 1935 — Хабнянський (Хабенський) район, з 1935 до 1957 — Кагановицький район. У районі розташовано діючих 13 сільських і 1 селищна рада, 1 селище міського типу, 29 сіл.
Ліквідований відповідно до Постанови Верховної Ради України «Про утворення та ліквідацію районів» № 807-IX від 17 липня 2020 року.

## Географія
Поліський район розташований у північно-західній частині Київської області. Межує з Іванківським районом на півдні, з колишнім Чорнобильським районом — на сході, з Житомирською областю — на заході, з Гомельською областю (Республікою Білорусь) — на півночі.

## Історія
Вперше в історії Полісся згадується в літопису 1274 року.
За писемними історичними джерелами, господарське освоєння території Полісся відбувалося у XIX столітті.
З моменту утворення району у 1923 році його центром було містечко Хабне. В архівних документах («Акти історії західної Росії», том І) воно вперше згадується у 1415 році.
Під час литовського панування Хабне належало до Овруцького повіту. З 1793 року воно увійшло до складу Радомишльського повіту Київської губернії. З початку XVIII століття належало князю Радзівілу, а з 1850 року — поміщикам Горватам.
У 1900 році в Хабному були 423 двори, проживало 1715 чоловік, працювали 2 винокурні, 3 цегельні заводи, 8 кузень, паровий млин.
Після Жовтневого перевороту у лютому 1918 року в Хабному було створено ревком, який конфіскував у поміщика землю та інше майно і роздав його незаможним селянам. 1918 року влада в районі перейшла до Української Народної Республіки. У 1919 році район повторно зайняли більшовики. Навесні 1920 року на короткий час Хабне було звільнене українсько-польськими військами. Пізніше цього ж року містечко було окуповане Червоною Армією.
17 листопада 1921 р. під час Листопадового рейду через Залишани теперішнього Поліського району проліг шлях Волинської групи (командувач — Юрій Тютюнник) Армії Української Народної Республіки.
У зв'язку з проведенням адміністративної реформи Хабне з 1923 року стало центром однойменного району.
Перший колгосп в Хабному був заснований в 1929 році, в а 1930—1931 рр. — ще три колективних господарства.
Початок 30-х років — це період масової колективізації. Голодомор 1932—1933 років — це не наслідки якогось стихійного лиха, а штучно створена трагедія українського народу. Майже з кожної сім'ї району забрала кого-небудь голодна смерть.
1934 року Хабне було перейменоване на Кагановичі Перші. За роки довоєнних п'ятирічок у Хабному збудовано деревообробну фабрику, маслозавод. Випускали продукцію також цегельний завод, промартілі.
1938 року Хабне віднесено до категорії селищ міського типу. На той час на колгоспних ланах району працювало 57 тракторів, 61 автомашина.
Німецько-радянська війна перервала мирну працю поліщуків. 23 серпня 1941 року нацисти захопили Хабне. Район став частиною Хабнянського ґебіту. З перших днів окупації в районі діяв підпільний райком партії. В селищі діяла патріотична підпільна група, якою керував лікар комуніст Опанас Петрович Сірош. У 1941—1943 роках у лісах Поліського району діяли партизанські групи та Розважівський партизанський загін. Весною 1943 року на Полісся прибуло партизанське з'єднання С. А. Ковпака.
15 листопада 1943 року підрозділи 143-ї стрілецької дивізії 12 армії, 1-го Українського фронту та 336-ї стрілецької дивізії визволили район. Всього за час окупації району німці розстріляли більше тисячі мирних жителів. За даними радянських істориків, німці загнали на каторгу до Німеччини майже 4 000 жителів Хабного і навколишніх сіл. Однак в архівах України були знайдені дані про те, що близько 1000 жителів насправді було розстріляно не німцями, а загонами НКВС та радянськими партизанами, або відправлено до радянських тюрем і таборів у Сибіру та на Колимі як «осіб, що перебували на окупованій території». У період з 1943 по 1951 рік були депортовані євреї та поляки, навіть ті, які вціліли під час війни; доправлені до тюрем родини старообрядців, а також і православних священиків.
Майже 10 тисяч осіб із Поліського району воювали на фронтах Німецько-радянської війни, 4338 загинули в боях з ворогом і пропали безвісти. 3281 учасник війни нагороджені орденами і медалями. Чотирьох з них удостоєно звання Героя Радянського Союзу.
Завдяки самовідданій праці трудівників району у 1944 році почала випускати продукцію меблева фабрика, цегельний завод, промартілі. Відбудовувалися МТС і маслозавод. Відновили роботу центральна районна лікарня, загальноосвітні школи, клуби, бібліотеки.
1 листопада 1957 року Указом Президії Верховної Ради Української РСР Кагановицький район був перейменований в Поліський район. Районний центр — селище міського типу Кагановичі Перші — на селище міського типу Поліське.
Аварія на ЧАЕС 1986 року змінила життєдіяльність району. Жителі Полісся були у перший тиждень взагалі позбавлені будь-якої правдивої інформації про аварію на станції та радіоактивне забруднення території. Нарешті, 15 травня почалася евакуація дітей. З цією метою достроково був завершений навчальний рік у школах, скасовані іспити для учнів 8 і 10 класів. Близько 20 % дітей, в основному з населених пунктів Вільча, Варовичі, Новий Мир, Мартиновичі отримали хвороби крові, ендокринної системи, дихання внаслідок перебування на забрудненій території. Декілька дітей померли від онкологічних захворювань. Дані про захворюваність дорослих є неповними.
Відселення населення, тим не менше, урядом СРСР не планувалося. Навпаки, був прийнятий курс на покращення умов життя і побуту у селах, що постраждали від Чорнобильської катастрофи. Впродовж 1986—1988 рр. частина сіл були газифіковані, на території Поліського району було прокладено 120 км нових асфальтових доріг, ремонтувалися будівлі сільрад, клубів, магазинів, була покращена ситуація з постачанням продуктів. Дорослим і дітям виділялися путівки до санаторіїв та баз відпочинку у Криму, Приазов'ї, на Північному Кавказі тощо. Тим не менше, захворюваність населення зростала. У продукції сільського господарства, що вироблялася на території району, — м'ясі, молоці, картоплі, хмелі, овочах — був занадто великим вміст радіонуклідів. Занепад економіки зумовив згортання будівництва доріг, виконання соціальних програм. Впродовж 1989—1993 рр. 28 тисяч населення з 31 населеного пункту, в тому числі з смт. Поліське і смт. Вільча, були повністю відселені, а територія вказаних населених пунктів передана у підпорядкування Адміністрації зони відчуження. Основними районами для переселення населення з Поліського району стали Макарівський та Фастівський райони Київської області, Черкаська та Миколаївська області.

## Адміністративний устрій
Адміністративно-територіально район поділяється на 1 селищну раду та 13 сільських рад, які об'єднують 30 населених пунктів і підпорядковані Поліській районній раді. Адміністративний центр — смт Красятичі.

### Населені пункти зняті з обліку
Населені пункти, зняті з обліку в 1999 році у зв'язку з відселенням мешканців із зони відчуження ЧАЕС.
- смт Поліське (колишній центр)
- смт Вільча
- с. Бобер
- с. Бовище
- с. Буда-Варовичі
- с. Варовичі
- с. Весняне
- с. Вільшанка
- с. Войкове
- с. Володимирівка
- с. Грезля
- с. Денисовичі
- с. Діброва
- с. Жовтневе
- с. Кливини
- с. Ковшилівка
- с. Королівка
- с. Котовське
- с. Лісництво Яковецьке
- с. Луб'янка
- с. Мартиновичі
- с. Нова Марківка
- с. Новий Мир
- с. Пухове
- с. Рудня-Грезлянська
- с. Стара Рудня
- с. Стеблі
- с. Тараси
- с. Фабриківка
- с. Шевченкове
- с. Ясен
- сел. Становище
- с. Військове (зняте з обліку у 2009 році).

### Сільські та селищні ради, зняті з обліку
- Вільчанська селищна рада (смт Вільча, селище Становище)
- Поліська селищна рада (смт Поліське, села Грезля, Рудня-Грезлянська)
- Боберська сільська рада (село Бобер)
- Будо-Варовицька сільська рада (село Буда-Варовичі)
- Варовицька сільська рада (села Варовичі, Ковшилівка)
- Веснянська сільська рада (села Весняне, Кливини, Лісництво Яковецьке, Стара Рудня)
- Денисовицька сільська рада (село Денисовичі)
- Дібровська сільська рада (село Діброва)
- Жовтнева сільська рада (село Жовтневе)
- Луб'янська сільська рада (села Луб'янка, Бовище, Вільшанка)
- Мартиновицька сільська рада (село Мартиновичі)
- Новомирська сільська рада (село Новий Мир)
- Тарасівська сільська рада (села Тараси, Володимирівка)

### Зміни адміністративного центру
| Час                                | Назва                              | Статус                                              |
| 7 березня 1923 - 17 листопада 1993 | Поліське (Хабне, Кагановичі Перші) | смт 19 серпня 1999 року виключено з облікових даних |
| 17 листопада 1993 - 10 липня 1996  | Радинка                            | село                                                |
| 10 липня 1996                      | Красятичі                          | село 2 березня 2006 року надано статус смт          |

## Політика
25 травня 2014 року відбулися Президентські вибори України. У межах Поліського району було створено 15 виборчих дільниць. Явка на виборах складала — 73,65 % (проголосували 3 496 із 4 747 виборців). Найбільшу кількість голосів отримав Петро Порошенко — 55,23 % (1 931 виборців); Юлія Тимошенко — 18,08 % (632 виборців), Олег Ляшко — 10,44 % (365 виборців), Юрій Бойко — 5,78 % (202 виборців). Решта кандидатів набрали меншу кількість голосів. Кількість недійсних або зіпсованих бюлетенів — 0,74 %.

## Населення
Розподіл постійного населення Поліського району за віком та статтю за даними перепису 2001 року:
| Стать | Всього | До 15 років | 15-24 | 25-44 | 45-64 | 65-85 | Понад 85 |
| --- | ------ | ----------- | ----- | ----- | ----- | ----- | -------- |
| Чоловіки | 3465   | 730         | 409   | 990   | 835   | 478   | 23       |
| Жінки | 4106   | 676         | 424   | 837   | 965   | 1101  | 103      |
| \| Статево-вікова піраміда \| Статево-вікова піраміда \| Статево-вікова піраміда \| \| ----------------------- \| ----------------------- \| ----------------------- \| \| Чоловіки \| Вік \| Жінки \| \| 23 \| 85 + \| 103 \| \| 41 \| 80-84 \| 169 \| \| 99 \| 75-79 \| 303 \| \| 169 \| 70-74 \| 400 \| \| 169 \| 65-69 \| 229 \| \| 279 \| 60-64 \| 361 \| \| 151 \| 55-59 \| 212 \| \| 196 \| 50-54 \| 201 \| \| 209 \| 45-49 \| 191 \| \| 257 \| 40-44 \| 201 \| \| 239 \| 35-39 \| 208 \| \| 242 \| 30-34 \| 185 \| \| 252 \| 25-29 \| 243 \| \| 218 \| 20-24 \| 234 \| \| 191 \| 15-20 \| 190 \| \| 249 \| 10-14 \| 238 \| \| 250 \| 5-9 \| 245 \| \| 231 \| 0-4 \| 193 \| |        |             |       |       |       |       |          |
| Статево-вікова піраміда |        |             |       |       |       |       |          |
| Чоловіки | Вік    | Жінки       |       |       |       |       |          |
| 23 | 85 +   | 103         |       |       |       |       |          |
| 41 | 80-84  | 169         |       |       |       |       |          |
| 99 | 75-79  | 303         |       |       |       |       |          |
| 169 | 70-74  | 400         |       |       |       |       |          |
| 169 | 65-69  | 229         |       |       |       |       |          |
| 279 | 60-64  | 361         |       |       |       |       |          |
| 151 | 55-59  | 212         |       |       |       |       |          |
| 196 | 50-54  | 201         |       |       |       |       |          |
| 209 | 45-49  | 191         |       |       |       |       |          |
| 257 | 40-44  | 201         |       |       |       |       |          |
| 239 | 35-39  | 208         |       |       |       |       |          |
| 242 | 30-34  | 185         |       |       |       |       |          |
| 252 | 25-29  | 243         |       |       |       |       |          |
| 218 | 20-24  | 234         |       |       |       |       |          |
| 191 | 15-20  | 190         |       |       |       |       |          |
| 249 | 10-14  | 238         |       |       |       |       |          |
| 250 | 5-9    | 245         |       |       |       |       |          |
| 231 | 0-4    | 193         |       |       |       |       |          |

## Екскурсійні об'єкти
- Районний історико-краєзнавчий музей у смт Красятичі.
- Церква Різдва Богородиці у с. Вовчків.

## Особистості
1 березня 1938 року в с. Дубова Поліського району народився народний артист України Борислав Брондуков. У селі Буда-Варовичі провів своє дитинство соліст Київського національного театру оперети, народний артист України Микола Бутковський. Село Мартиновичі — батьківщина українського поета, народного артиста України Андрія Демиденка.